# 应乐兴
应乐兴（1978年—），数学家，斯坦福大学数学教授，计算与数学工程研究所成员。他专门研究科学计算和数值分析，尤其是科学计算问题中数值算法的设计。

## 教育经历
1998年，应乐兴获得了上海交通大学学士学位。2004年，他获得了纽约大学科朗数学研究所的博士学位，导师是丹尼斯·佐伦。

## 奖项和荣誉
- 2007年，斯隆研究金
- 2009年，美国国家科学基金会职业奖
- 2011年，冯康科学计算奖
- 2013年，詹姆斯·H·威尔金森数值分析和科学计算奖[3]
- 2016年，晨兴数学奖银奖[4]